# Oldřich Černý (politik)
Oldřich Černý (* 10. září 1965) je český politik a podnikatel, od října 2021 poslanec Poslanecké sněmovny PČR, od roku 2024 zastupitel Středočeského kraje, od roku 2018 zastupitel města Kladno (v letech 2018 až 2020 navíc náměstek primátora), člen hnutí SPD.

## Život
Oldřich Černý žije v Kladně.

## Politické působení
V komunálních volbách v roce 2014 kandidoval jako nestraník za hnutí Úsvit přímé demokracie do Zastupitelstva města Kladno, a to na kandidátce subjektu „Koalice hnutí Úsvit přímé demokracie a hnutí Otevřená radnice“, ale neuspěl.
V krajských volbách v roce 2016 kandidoval jako člen hnutí SPD do Zastupitelstva Středočeského kraje, a to na kandidátce subjektu „Koalice SPD a SPO, ale neuspěl. Zvolen nebyl ani ve volbách v roce 2020 na samostatné kandidátce hnutí SPD. V krajských volbách v roce 2024 se mu již mandát krajského zastupitele získat podařilo, a to jako členu hnutí SPD na kandidátce subjektu „SPD, Trikolora a PRO“.
V komunálních volbách v roce 2018 byl však zvolen zastupitelem města Kladno, a to jako lídr kandidátky hnutí SPD. V listopadu 2018 se navíc stal náměstkem primátora, vedoucím kultury i městské společnosti pro distribuci tepla a teplé vody. V září 2020 byl však z funkce náměstka primátora odvolán a dále působí jen jako řadový opoziční zastupitel.
Ve volbách do Poslanecké sněmovny PČR v roce 2017 kandidoval jako člen hnutí SPD ve Středočeském kraji, ale neuspěl (stal se však prvním náhradníkem). Ve volbách do Poslanecké sněmovny PČR v roce 2021 kandidoval za hnutí SPD na 2. místě kandidátky ve Středočeském kraji. Získal 824 preferenčních hlasů, a stal se tak poslancem.
V komunálních volbách v roce 2022 kandidoval do zastupitelstva Kladna z 2. místa kandidátky SPD. Mandát zastupitele města se mu podařilo obhájit.
Ve sněmovních volbách v roce 2025 kandiduje na 4. místě kandidátní listiny hnutí SPD ve Středočeském kraji.